# Музей изобразительных искусств Туркменистана имени Сапармурата Туркменбаши Великого
Музей изобразительных искусств Туркменистана имени Сапармурата Туркменбаши Великого — художественный музей в Ашхабаде, столице Туркменистана. Один из крупнейших в Центральной Азии.

## История

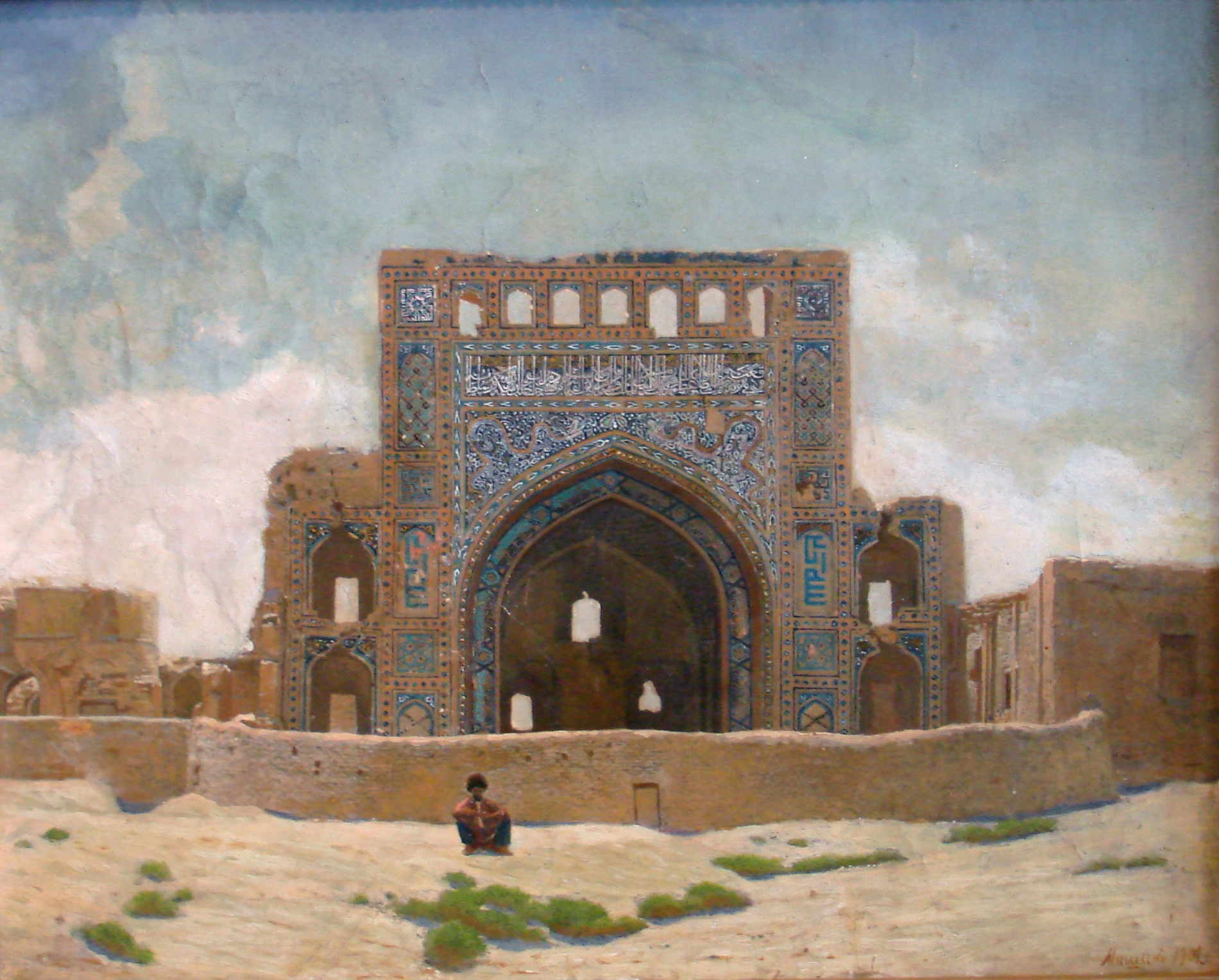
Константин Мишин. Мечеть в Анау. 1900. Музей изобразительных искусств Туркменистана

Музей основан в 1927 году под началом русского скульптора А. А. Карелина, в 1939 году музей был назван Музеем изобразительных искусств. 16 февраля 2005 года был открыт Музей изобразительных искусств Туркменистана.

## Здание музея
Новое здание стоимостью 40$ млн. было построено в 2005 году французской компанией «Bouygues». В открытии принимали участие президент Туркменистана Сапармурат Ниязов и глава французской компании Мартин Буиг. Общая площадь трехэтажного здания 17 тысяч квадратных метров. В подвальном помещении музея располагаются реставрационные мастерские, хранилище, лаборатория, библиотека, столярный цех, технические службы. Здание расположилось в центре города.

## Экспонаты
В музее одиннадцать выставочных залов, где представлены произведения современного туркменского искусства: живопись, графика, скульптура, ковры, гобелены, керамика, ювелирные изделия.
Также музей располагает коллекцией западно-европейского искусства XIV — начало XX веков, русской живописью XVIII—XX веков, образцами прикладного искусства Китая, Японии, Индии и Ирана. В зале древнего искусства представлены редчайшие экспонаты, поступившие в музей из археологических раскопок, проводимых на территории Туркменистана.